# Ivan Emilianov
Ivan Emilianov (Chișinău, 19 febbraio 1977) è un pesista moldavo.
Viene trovato positivo ad un test antidoping il 18 giugno 2011 al metenolone e allo stanozololo, due steroidi anabolizzanti, e squalificato per due anni fino al 20 luglio 2013.

## Record nazionali
Ivan Emilianov ha stabilito diversi record nazionali moldavi:
- Getto del peso 20,64 m ( Chișinău, 29 maggio 2011)
- Getto del peso indoor 20,62 m ( Chișinău, 6 febbraio 2016)

## Palmarès
| Anno | Manifestazione  | Sede           | Evento         | Risultato | Misura  | Note |
| ---- | --------------- | -------------- | -------------- | --------- | ------- | ---- |
| 2000 | Olimpiadi       | Sydney         | Getto del peso | 36º       | 17,63 m |      |
| 2001 | Mondiali        | Edmonton       | Getto del peso | 28º       | 18,06 m |      |
| 2004 | Mondiali indoor | Budapest       | Getto del peso | 20º       | 17,47 m |      |
| 2004 | Olimpiadi       | Atene          | Getto del peso | 25º       | 19,25 m |      |
| 2007 | Mondiali        | Osaka          | Getto del peso | 32º (q)   | 18,47 m |      |
| 2008 | Mondiali indoor | Valencia       | Getto del peso | 19º       | 18,16 m |      |
| 2008 | Olimpiadi       | Pechino        | Getto del peso | 18º       | 18,64 m |      |
| 2016 | Europei         | Amsterdam      | Getto del peso | 26º (q)   | 18,38 m |      |
| 2016 | Olimpiadi       | Rio de Janeiro | Getto del peso | 32º (q)   | 17,83 m |      |